# 요하네스 게르츠
요하네스 게르츠(독일어: Johannes Gehrts, 1855년 2월 26일 장크트파울리 ~ 1921년 10월 5일 뒤셀도르프)는 독일의 화가다. 카를 게르츠의 동생이다.
『디 가르텐라우베』, 친구 펠릭스 단의 작품 삽화 등에서 활동한 당대의 선도적 화가였다. 주 소재는 노르드 신화나 동화, 모험담이었다. 또한 독일 인류학자 카를 폰 덴 슈타이넨의 과학탐사보고서의 삽화도 그렸다.
1873년에서 1876년까지 바이마르 예술한림원에 출석했으며, 1884년부터 죽을 때까지 뒤셀도르프에 살았다.